# Det stora barndopet
Det stora barndopet (norska: Den store barnedåpen) är en norsk dramafilm från 1931 i regi av Tancred Ibsen. Filmen är Norges första ljudfilm och bygger på Oskar Braatens pjäs med samma namn.

## Handling
Den nervöst lagde Harald (Einar Sissener) tror sig vara oförmögen att arbeta och vandrar omkring, hungrig och hemlös. Han får dock flytta in hos "Dobbelt-Petra" (Agnethe Schibsted-Hansson), som delar en lägenhet med Alvilde (Aase Bye), mot att han hjälper till att ta hand om Alvildes barn som hon fått med sjömannen Hans, "Gjøken" kallad (Hjalmar Fries), som lämnat henne. Eftersom barnet är oäkta tillåter inte kaplanen (Finn Lange) att det döps i kyrkan.
Harald tar väl hand om barnet och Alvilde upptäcker snart hans goda sidor, men Harald vågar inte se åt Alvilde. En dag stöter han på "Gjøken" och slår ner honom. Han inser då att han är frisk och stark och kan arbeta. Han och Alvilde gifter sig, och Alvildes oäkta barn blir döpt.

## Om filmen
Det stora barndopet var den första norska ljudfilmen, och var också regissören Tancred Ibsens debutfilm. Dessutom var det den första filmatiseringen av ett verk av Oskar Braaten. Skådespelarna hämtades från Nationaltheatrets uppsättning av Braatens pjäs. Filmen spelades in med en låg budget, och inspelningsförhållandena var svåra. Dessutom fick man tampas med ny och oprövad teknik. Detta till trots blev filmen en stor framgång på de norska biograferna. Den anses inleda den norska "guldåldern" inom filmen, där Ibsen blev en portalfigur med andra klassiker som Tattarbruden och Gjest Baardsen – en norsk Lasse-Maja.
Filmen spelades in i Oslo och var den första norska filmen som skildrade storstaden med dess arbetare och fabriker. Detta stod i bjärt kontrast till andra samtida filmer. Vid den här tiden var det lantliga melodramer som gällde inom den norska filmen, och Det stora barndopet blev med sin storstadsrealism ett brott med detta.
Filmen hade premiär den 26 december 1931 på Cirkus Verdensteater i Oslo. Den restaurerades och gavs ut på dvd av Norsk Filminstitutt 2009.

## Rollista
- Einar Sissener – Harald
- Aase Bye – Alvilde
- Agnethe Schibsted-Hansson – Dobbelt-Petra
- Hjalmar Fries – Hans, "Gjøken"
- Hauk Aabel – Evensen
- Theodor Berge – sockenprästen
- Tore Segelcke – Astrid
- Finn Lange – kaplanen
- Leif Amble-Næss – vederdöparen
- Thorleif Klausen – lekpredikant
- Johs. Jensen – lekpredikant
- Unni Torkildsen – Georgine
- Signe Ramberg – Toralfa
- Julie Lampe – jungfru Jahr
- Hilda Fredriksen – en kvinna
- Marie Hedemark – en kvinna
- Snefrid Aukland – en kvinna
- Aagot Didriksen – en kvinna
- Fanny Behak
- Finn Bernhoft
- Sophus Dahl
- Grace Grung
- Kaare Knudsen
- Alfhild Meyer